# Šattivaza
Šattivaza (huritsko Kili-Tešup), včasih tudi Kurtivaza ali Mattivaza, je bil v 14. stoletju pr. n. št. kralj huritskega kraljestva Mitani.
Šattivaza je bil brat kralja Tušratte. V političnih nemirih po smrti njegovega predhodnika, kralja Artašumare,  ga je uzurpator Šuttarna III. poskušal umoriti. Šattivazi je uspelo pobegniti in poiskati zaščito pri hetitskem kralju Šupiluliumi I. Poročil se je s kraljevo hčerko in se vrnil v Mitani na čelu hetitske vojske. Šuttarna III., ki je v njegovi odsotnosti prisvojil mitanski prestol, je bil poražen in mitanski prestol je zasedel Šativaza. Ti dogodki so opisani v mirovnem sporazumu med Šupiluliumo in Šattivazo, sklenjenim med letoma 1375 in 1350 pr. n. št.

## Vir
- Beckman, Gary (1996), Harry A. Hoffner, ur.: Hittite Diplomatic Texts. Scholars Press. ISBN 978-0788505515.

| Šattivaza Rojen: ni znano Umrl: ni znano |                                                           |                                       |
| Vladarski nazivi                         |                                                           |                                       |
| Predhodnik: Šuttarna III.                | Kralj Mitanskega kraljestva pozno 14. stoletje pr. n. št. | Naslednik: Šattuara kot asirski vazal |